# Leiolejeunea grandiflora
Leiolejeunea grandiflora är en bladmossart som beskrevs av Alexander William Evans. Leiolejeunea grandiflora ingår i släktet Leiolejeunea och familjen Lejeuneaceae. Inga underarter finns listade i Catalogue of Life.